# Python 5
A Python 5 infravörös önirányítású, kis hatótávolságú légiharc-rakéta, melyet a Python 4 továbbfejlesztésével hoztak létre Izraelben, az 1990-es évek végén. Jelenleg ez a legkorszerűbb izraeli légi közelharc-rakéta. A rakéta képes az indító repülőgép mögött repülő célok megsemmisítésére is. A rakéta felhasználásával kis hatótávolságú légvédelmi rakétakomplexumot is létrehoztak, ez a SPYDER.
A rakéta infravörös érzékelője, elődeivel ellentétben nem csak a cél infravörös sugárzásának irányát érzékeli, hanem – egy kamerához hasonlóan – részletes képet alkot róla. Ez nehezíti az ellentevékenységet (infracsapdákkal nem, vagy csak nehezen lehet ellene védekezni), és lehetővé teszi az indítás utáni célbefogást (LOAL – Lock On After Launch). Ilyenkor az indítás pillanatában a rakéta érzékelője nem látja közvetlenül a célt, arra csak a repülés közben áll rá. Ez lehetséges távoli célok elleni indításnál (a rakéta hatótávolsága nagyobb, mint a többi infravörös rakétáé), mert a cél túl távol van az indítás pillanatában, és lehetséges az indító repülőgép mellett, vagy mögött található ellenséges repülőeszközök elleni alkalmazásnál. A rakéta, a cél képét látva, nem a legmelegebb részt célozza meg (mint a hagyományos infravörös irányítórendszerek), hanem a repülőeszköz legsebezhetőbb pontját (például repülőgépek esetén nem a hajtómű forró kiömlőnyílását a törzs végén, hanem a törzs és a szárny csatlakozását vagy a pilótakabint).
Az érzékelő képét a fedélzeti számítógép dolgozza fel, melynek számítási teljesítménye nagyobb, mint amivel egy korai gyártású F–16 összes számítógépe együttesen rendelkezik, az előd Python 4 számításai teljesítményének mintegy százszorosa.
Első légi győzelmét 2006. augusztus 7-én érte el a rakéta, ekkor egy izraeli F–16 lőtt le vele a Hezbollah egy iráni pilóta nélküli repülőgépét.

## Külső hivatkozások
- Python 5 – Az Israeli-Weapons.com cikke
- Python 5 – A gyártó Rafael oldalán